# Marie-Hermine de Jésus
Sainte Marie-Hermine de Jésus, née Irma Grivot à Beaune le 28 avril 1866 et morte décapitée le 9 juillet 1900 à Taiyuan dans la province du Shanxi en Chine, est une religieuse française de la congrégation des Franciscaines missionnaires de Marie, canonisée par Jean-Paul II en 2000. Sa fête, avec les 120 martyrs de Chine, est le 9 juillet.

## Biographie
Elle naît à Beaune dans la famille d'un tonnelier et se distingue par son caractère simple et affectionné. Elle termine son brevet des études en 1883 et songe à la vocation, mais ses parents s'y opposent fermement et elle doit travailler pour gagner sa vie. Finalement, elle entre à la congrégation des Missionnaires franciscaines de Marie en 1894 au pré-noviciat de Vanves, puis au noviciat des Châtelets près de Saint-Brieuc, prenant alors le nom de religion de Marie-Hermine de Jésus. Elle est nommée ensuite comme infirmière à Marseille où elle fait preuve de détermination et d'organisation. En 1898, Mgr Francesco Fogolla, vicaire apostolique coadjuteur du Shanxi, voyage en Europe pour collecter des fonds et recruter des missionnaires. Il rencontre la bienheureuse Marie de la Passion de Chappotin pour lui demander de l'aide, et finalement un petit groupe convaincu de prêtres et de religieuses décide de s'embarquer avec lui pour sa mission du Shanxi à Taï-Yuan-Fou, ville de trois cent mille habitants.

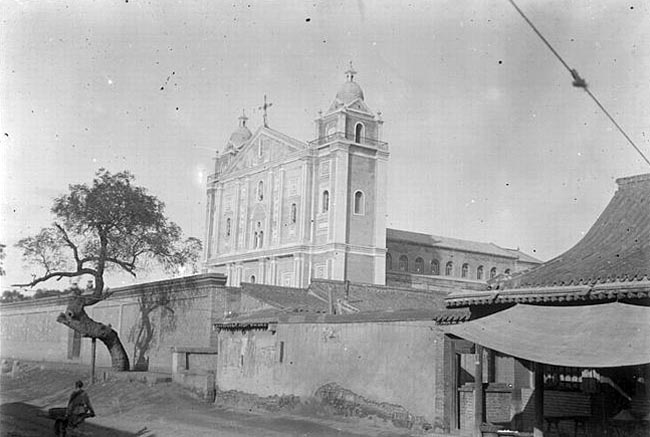
Église de la mission de Taiyuan.

Situation sur la carte de Chine.

Elle arrive à la mission, le 4 mai 1899, avec les six autres religieuses européennes dont elle a la responsabilité. Elles doivent se rendre à l'orphelinat qui accueille deux cents petites filles abandonnées, afin d'y tenir cette œuvre, fondée par cinq prêtres franciscains, qui attendent ce renfort avec impatience. Elles doivent aussi aider un autre orphelinat voisin tenu par des religieuses chinoises. Mère Marie-Hermine s'occupe aussi du catéchisme et du soin des malades. Mais bientôt la révolte des Boxers (1899-1900) éclate, et elle est arrêtée le 6 juillet 1900, puis condamnée à mort avec ses consœurs sur ordre de Yuxian (en) (To-Tsung-Tang), gouverneur de la province de Shanxi.   
Elle est décapitée le 9 juillet avec les sœurs Marie-Adolphine, Marie de Sainte-Nathalie, Marie de Saint-Just, Marie-Amandine, Marie Claire et Marie de la Paix. Comme ses consœurs, elle chante le Te Deum avant de s'offrir au bourreau. En même temps Mgr Fogolla est décapité, ainsi que le P. Élie Facchini et le vicaire apostolique, Mgr Grassi.
Le procès en béatification s'ouvre en 1926 à la demande de Mgr Lécroart. Les religieuses sont béatifiées vingt ans plus tard par Pie XII et canonisées le 1er octobre 2000 par Jean-Paul II.